# البطولات الفرنسية 1896 (كرة مضرب)
في دورة رولان غاروس الدولية عام 1896 فاز في بطولة فردي الرجال اللاعب أندريه فاشرو (André Vacherot) من فرنسا.